# Herbert A. Hauptman
Herbert Aaron Hauptman sinh ngày 14.2.1917, là nhà toán học người Mỹ đã đoạt Giải Nobel Hóa học năm 1985 (chung với Jerome Karle). 
Ông mở đường và phát triển một phương pháp toán học làm thay đổi hoàn toàn lãnh vực hóa học và mở ra một thời đại mới trong nghiên cứu xác định cấu trúc phân tử của tinh thể.
Ngày nay, các phương pháp trực tiếp của Hauptman – mà ông đã tiếp tục cải tiến và hoàn thiện – đã thường được sử dụng để giải quyết các cấu trúc (hóa học) phức tạp. Chính việc áp dụng phương pháp toán học này vào việc nghiên cứu nhiều loại cấu trúc hóa học đã dẫn đến việc Viện Hàn lâm Khoa học hoàng gia Thụy Điển trao cho Hauptman Giải Nobel Hóa học năm 1985 chung với Jerome Karle.

## Cuộc đời và Sự nghiệp
Hauptman sinh tại thành phố New York, là con đầu lòng của Israel Hauptman và Leah Rosenfeld. Ông quan tâm tới khoa học và toán học ngay từ khi theo học trường Townsend Harris High School. Ông đậu bằng cử nhân ở City College of New York (1937) và bằng thạc sĩ toán học ở Đại học Columbia năm 1939.
Sau Chiến tranh thế giới thứ hai, ông bắt đầu cộng tác với Jerome Karle ở Phòng thí nghiệm nghiên cứu Hải quân Hoa Kỳ tại Washington, D.C., cùng lúc ông được ghi tên vào chương trình nghiên cứu tiến sĩ ở Đại học Maryland, College Park. Việc kết hợp thành thạo toán học và Hóa lý đã khiến họ có thể đương đầu với vấn đề mất pha sóng của Tinh thể học tia X.
Năm 1955 ông đậu bằng tiến sĩ toán học ở Đại học Maryland, College Park, và họ đã lập ra các phương pháp trực tiếp trong Tinh thể học tia X. Bản chuyên khảo "Solution of the Phase Problem I. The Centrosymmetric Crystal" năm 1953 của họ có các ý tưởng chủ yếu, mà ý tưởng quan trọng nhất trong số này là việc đưa ra các phương pháp xác suất.
Hauptman là tác giả của trên 170 xuất bản phẩm, trong đó có các bài báo, các bài nghiên cứu, các chương sách và sách. Năm 1970, Hauptman tham gia nhóm tinh thể học của Viện nghiên cứu Y học Hauptman – Woodward (trước kia là "Quỹ Y học Buffalo") và trở thành giám đốc nghiên cứu năm 1972. Gần đây ông làm chủ tịch Viện nghiên cứu Y học Hauptman – Woodward cũng như giáo sư nghiên cứu ở phân khoa "Khoa học lý sinh" cùng làm giáo sư phụ tá ở phân khoa "Khoa học Máy tính" tại Đại học Buffalo. Trước khi sang Đại học Buffalo, ông làm nhà toán học và người giám sát ở nhiều phân ban của Phòng thí nghiệm nghiên cứu Hải quân Hoa Kỳ từ năm 1947.

## Đời tư
Ông kết hôn với Edith Citrynell ngày 10.11.1940, và có hai người con gái: Barbara (sinh năm 1947) và Carol (sinh năm 1950).

## Giải thưởng và Vinh dự
- Giải Belden Toán học, City College of New York, 1936
- Giải Khoa học thuần túy của Hội nghiên cứu Khoa học Hoa Kỳ, Naval Research Laboratory, 1959
- Chủ tịch Hội Triết học Washington, 1969–1970
- Chủ tịch Hiệp hội các Viện nghiên cứu độc lập, 1979–1980
- Giải Patterson của American Crystallographic Association năm 1984
- Giải Nobel Hóa học năm 1985 (chung với Jerome Karle)
- Tiến sĩ danh dự của Đại học Maryland, College Park năm 1985
- Tiến sĩ danh dự của CCNY năm 1986
- Công dân của Year Award, Buffalo Evening News, 1986
- Huy chương Norton, SUNY, 1986
- Giải Schoellkopf của "Hội Hóa học Hoa Kỳ" (Western New York Chapter) 1986
- Giải Gold Plate, American Academy of Achievement, 1986
- Giải Cooke, SUNY, 1987
- Establishment of the Eccles-Hauptman Student Award, SUNY năm 1987
- Viện sĩ Viện Hàn lâm Khoa học quốc gia Hoa Kỳ năm 1988
- Humanist Laureate Award của International Humanist and Ethical Union năm 1988
- Tiến sĩ danh dự của Đại học Parma, (Ý) năm 1989
- Tiến sĩ danh dự của D'Youville College, Buffalo, New York năm 1989
- Tiến sĩ danh dự của Đại học Bar-Ilan, Israel năm 1990
- Tiến sĩ danh dự của Đại học Columbia năm 1990
- Tiến sĩ danh dự của Đại học Kỹ thuật Lodz, Ba Lan năm 1992
- Tiến sĩ danh dự của Queen's University, Kingston, Canada năm 1993
- Tiến sĩ danh dự của SUNY at Buffalo,Buffalo, New York năm 2009